# Maider Luengo Lasa
Maider Luengo Lasa (Donosti, 31 de maig de 1980) és una exjugadora basca d'hoquei herba llicenciada en empresarials. Va jugar de portera al Club de Campo de Madrid.
L'any 2001 participar en els Jocs Olímpics d'estiu d'Atenes, junt amb les jugadores d'hoquei sobre herba basques Erdoitza Goikoetxea, Rocío Ibarra, Bárbara Malda i Maider Telleria. El mateix any va ser campiona de la Lliga espanyola i va obtenir una medalla de plata en el preolímpic de Nova Zelanda.